# История провинции Шэньси

Провинция Шэньси на карте КНР

Территория, на которой расположена современная китайская провинция Шэньси, имеет богатую историю.

## Доисторические времена
В 1963 году в уезде Ланьтянь была найдена челюсть синантропа. Установлено, что ланьтяньский человек жил в ещё более раннее время, чем обнаруженный в 1927 году «пекинский человек».
Череп Дали, возрастом 209 000±23 000 лет, найденный в округе Дали в 1978 году, схож с черепом раннего сапиенса, найденным в 1960-х годах в марокканской пещере Джебель-Ирхуд. Станислав Дробышевский считает, что это денисовский человек.

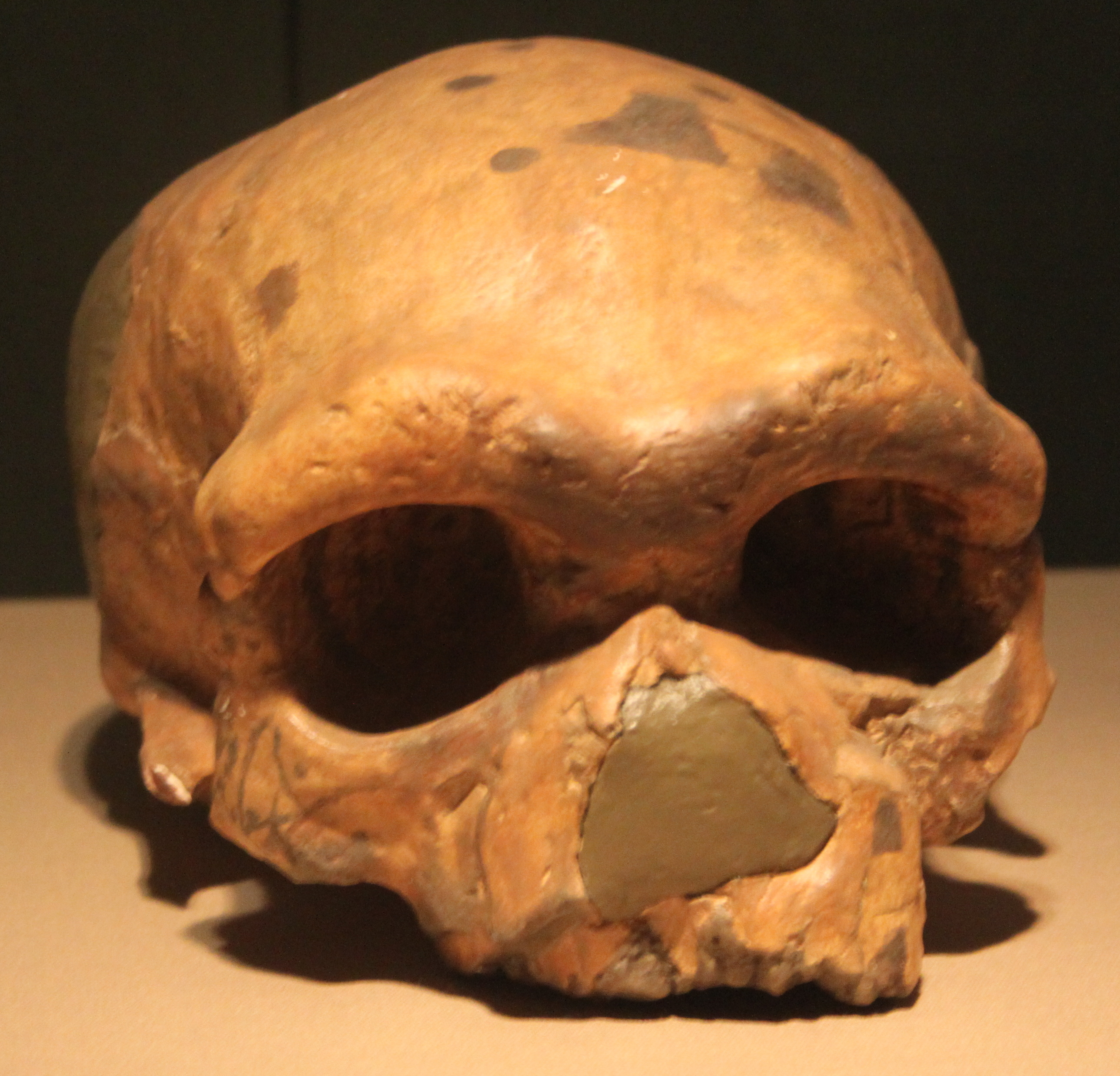
Dali Man Skull

Во времена неолита на этой территории жили представители культуры Дадивань.
Легендарная история утверждает, что в этих местах проживали древние императоры Янь-ди и Хуан-ди.

## ЭпохаШан
В эпоху Шан чжоусцы, предводительствуемые Гугун Даньфу, осели у подножия горы Тайшань на берегах реки Вэйхэ, где возникла их столица Фэнхао. Постепенно усилившись, они объединили окрестные племена, и в XI веке до н. э. в битве при Муе свергли династию Шан.

## ЭпохаЧжоу

### ПериодЗападной Чжоу
Победив Шан, У-ван раздал большую часть завоёванных земель в качестве уделов родственникам и приближённым. Вскоре он скончался, а так как его сын Чэн-ван был ещё мал, регентом стал его младший брат Чжоу-гун. Подавив восстание шанцев, он перераспределил феодальные наделы, выданные У-ваном. Согласно Сюнь-цзы, Чжоу-гун создал 71 вассальное государство, из которых 53 принадлежали чжоускому дому.
В 771 году до н. э. жуны подняли восстание, и в результате их похода чжоуская столица Хао пала. Пин-ван перенёс столицу на восток в Лои.

### ПериодВосточной Чжоу
Пин-ван пообещал циньскому Сян-гуну, что тот получит все земли Чжоу, которые сможет отвоевать у жунов. Вдохновлённый этим, тот развернул систематическую кампанию против жунов, и основал царство Цинь, столица которого, получившая название «Чэньцан», была основана в 762 году до н. э. на территории современного уезда Мэйсянь в месте слияния рек Цяньхэ и Вэйхэ. В 714 году до н. э. циньский Сянь-гун, готовясь к военному походу, перенёс столицу из Чэньцана в Пинъян (на территории современного района Чэньцан). В 677 году до н. э. циньский Дэ-гун перенёс столицу в Юн (на территории современного уезда Фэнсян).
Постепенно усилившись, царство Цинь завоевало все остальные царства, и в 221 году до н. э. создало первую в истории общекитайскую империю.

## Период первых централизованных империй
Ещё в 350 году до н. э. циньская столица была перенесена из Лияна в Сяньян. После создания первой в истории Китая централизованной империи Сяньян остался столицей, а территория страны была разделена на 36 округов-цзюнь. На территории современной провинции Шэньси находились округа Шанцзюнь (上郡), Бэйди (北地郡) и Ханьчжун (汉中郡); территория вокруг столицы была выделена в отдельный столичный округ (京畿).
Империя Цинь просуществовала недолго. Вскоре после смерти Цинь Шихуанди по всей стране начались восстания, и государство развалилось. В конце 207 года до н. э. Лю Бан захватил циньскую столицу, но не решился утвердиться и через месяц впустил в Сяньян Сян Юя, который в январе 206 до н. э. уничтожил и разграбил весь город. После этого Сян Юй объявил себя ба-ваном Западного Чу (西楚霸王), а исконную циньскую территорию (земли современной провинции Шэньси) разделил на три княжества, которые раздал своим соратникам: Чжан Хань стал Юн-ваном (雍王), и получил земли к западу от Сяньяна со столицей в Фэйцю, Сыма Синь стал Сай-ваном (塞王), и получил земли к востоку от Сяньяна со столицей в Лияне, а Дун И стал Ди-ваном (翟王) и получил северные земли со столицей в Гаону. В 206 год до н. э. Хань-ван Лю Бан атаковал Чэньцан и захватил Гуаньчжун; Чжан Хань покончил жизнь самоубийством, а Сыма Синь и Дун И были свергнуты, в результате чего вся территория современной Шэньси перешла под власть Лю Бана. В 202 году до н. э. Лю Бан разгромил Сян Юя, и создал империю Хань. Поначалу Лю Бан сделал столицей империи Фаньшуй, но приближённые убедили его, что столица должна быть в Гуаньчжуне, и с 200 года столицей империи стал новый город Чанъань.

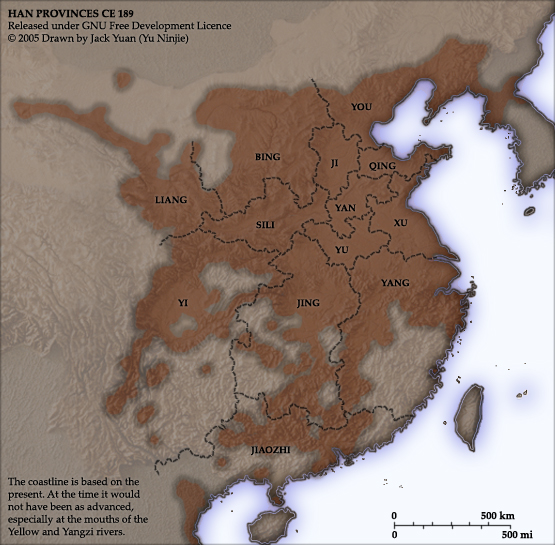
Провинции империи Хань в 189 году

Во времена Западной Хань столичная область была разделена на три части: Цзинчжаоинь (京兆尹, занимала район к югу от реки Вэйхэ), Цзофэнъи (左冯翊, район среднего и нижнего течения реки Лохэ, лежащий к северу от реки Вэйхэ) и Юфуфэн (右扶风, западная часть современного городского округа Сяньян), которые вместе назывались «три вспомогательных» (三辅) и управлялись из Чанъаня. На территории Гуаньчжуна была построена сеть каналов, повысившая транспортную доступность региона и давшая толчок бурному развитию сельского хозяйства.
После свержения в 23 году диктатуры Ван Мана столица была перенесена в Лоян, а в 25 году Лю Сю, порвав с Гэнши-ди, провозгласил империю Восточная Хань. Гуаньчжун тем не менее по-прежнему остался разделённым на «три вспомогательных», Ханьчжун вошёл в состав провинции Ичжоу (益州, занимала Сычуаньскую котловину, административный центр — Чэнду), а север современной Шэньси находился в составе провинции Бинчжоу (并州, занимала большую часть современной провинции Шаньси и части современных Хэбэя, Шэньси и Внутренней Монголии, административный центр — Цзиньян).
Во время перипетий конца империи Хань Дун Чжо в 190 году вынудил императора и двор отправиться в Чанъань вместе со столичными жителями, а прежнюю столицу Лоян велел сжечь. В мае 192 года заговорщики под руководством Вань Юня и Люй Бу убили Дун Чжо и вырезали весь его клан. Тогда бывшие подчинённые Дун Чжо — Ли Цзюэ, Го Сы и Фань Чоу — опасаясь, что их тоже убьют, возглавили войска Дун Чжо в Лянчжоу, повели их на Чанъань, взяли под контроль правительство, схватили Вань Юня и убили его и всю его семью. Взяв под контроль Чанъань, Ли Цзюэ, Го Сы и Фань Чоу стали жить в своё удовольствие, нисколько не заботясь о состоянии страны. В 195 году начались беспорядки в Чанъане, когда Ли Цзюэ и Го Сы вместе убили Фань Чоу, а затем начали воевать друг с другом; при этом Ли Цзюэ взял в заложники императора, а Го Сы — ряд придворных. Затем Ли Цзюэ и Го Сы помирились, и решили позволить императору Сянь-ди вернуться в старую столицу Лоян.
Тем временем в результате восстания в провинции Лянчжоу на западе страны образовались ряд крупных повстанческих группировок. Группировки Хань Суя и Ма Тэна были привлечены Дун Чжо для борьбы против его противников, а Ли Цзюэ и Го Сы впоследствии дали Хань Сую и Ма Тэну генеральские звания, легитимизировав их положение. В 209 году Ма Тэну пришлось бежать к Цао Цао, взявшему под контроль северо-восток страны и императорский двор, и стать фактическим заложником при нём. Весной 211 года Цао Цао отправил Чжун Яо в долину реки Вэйхэ, чтобы тот атаковал основанное Чжан Лу в Ханьчжуне теократическое государство. Хань Суй и Ма Чао выступили против (Ма Чао был сыном Ма Тэна, и его бунт привёл к тому, что Ма Тэн был казнён), но были разбиты войсками, которые возглавил лично Цао Цао, в битве в проходе Тунгуань. После этого Цао Цао вернулся на восток, оставив Сяхоу Юаня для завершения военных операций и Чжан Цзи для восстановления государственных структур. Ма Чао попытался продолжить сопротивление, напав на Цзичэн, однако был сокрушён в 213 году благодаря удару армии Сяхоу Юаня и мятежу собственных войск. Ма Чао бежал на юг, к Чжан Лу, а затем на юго-запад, к Лю Бэю, где и умер в 221 году.

## Царство Вэй, империя Цзинь, период Южных и Северных династий
В 220 году Цао Пэй низложил императора Сянь-ди и объявил о создании царства Вэй. Тогда Лю Бэй провозгласил в Ичжоу создание царства Шу, и между этими двумя царствами началась борьба за Ханьчжун. Поначалу регенту Шу Чжугэ Ляну удалось захватить Ханьчжун, но затем царство Вэй перешло в контранступление и уничтожило царство Шу. Во время этих перипетий контроль над пограничными регионами ослаб, и север современной провинции Шэньси был захвачен кочевниками. После того, как царство Вэй завоевало все прочие царства, в 265 году Сыма Янь низложил слабого императора Цао Хуаня и создал империю Цзинь. В эпоху Цзинь Чанъань продолжал оставаться вспомогательной столицей страны.
Война восьми князей ослабила страну и сделала её уязвимой для атак кочевников с севера. В 304 году хуннский шаньюй Лю Юань создал государство Северная Хань. В 313 году гунны в первый раз осадили Чанъань, а в 316 году сумели его взять и пленить императора; двор бежал на восток, где была основана Восточная Цзинь. В 319 году Лю Яо перенёс столицу в Чанъань и изменил название государства с Хань на Чжао (в исторических работах его называют «Ранней Чжао»). Ранняя Чжао контролировала Гуаньчжун и Шанло, на севере современной Шэньси возникло государство Поздняя Чжао, а восток оставался под контролем империи Восточная Цзинь. В 328 году войска Поздней Чжао захватили Чанъань, и Ранняя Чжао прекратила своё существование.
Воспользовавшись тем, что Поздняя Чжао была занята войной с сяньби, в 350 году в современную Шэньси вторглись племена ди, которые захватили Чанъань и в 351 году основали государство Ранняя Цинь. Объединив почти весь северный Китай, в 383 году Ранняя Цинь попыталась нанести решающий удар по Восточной Цзинь но потерпела поражение, после чего начался её упадок. В 384 году Мужун Хун поднял восстание и провозгласил государство Западная Янь. В 385 году войска Западной Янь разгромили войска Ранней Цинь и захватили Чанъань. В 386 году Чанъань захватили войска Поздней Цинь, которая также контролировала Гуаньчжун и север Шэньси; юг Шэньси оставался под контролем Восточной Цзинь. В 417 году войска Восточной Цзинь вторглись в Гуаньчжун, и Поздняя Цинь пала.
Тем временем в 407 году гунны создали на севере государство Великое Ся. В 417 году войска Ся двинулись на юг и захватили Сяньян и Чанъань. В 426 году войска Северной Вэй перешли в наступление против Ся и осадили Чанъань. В 431 году государство Ся было уничтожено. В 535 году в Северной Вэй произошёл раскол, и территория Шэньси оказалась в составе Западной Вэй, столицей которой стал Чанъань. В 557 году на месте Западной Вэй возникла Северная Чжоу, а в 581 году она трансформировалась в империю Суй.

## Суй, Тан и Пять династий
После основания империи Суй южнее Чанъаня в 582 году началось строительство города Дасинчэн, который с 583 года стал столицей страны. Император Вэнь-ди отменил деление страны на области-чжоу и разделил её на округа-цзюнь, но его преемник Ян-ди опять отменил округа и ввёл области. Полностью внутри территории современной Шэньси в эту эпоху лежали 9 округов (областей): Цзинчжао (京兆) или Юнчжоу (雍州) — район Чанъаня, Фэнъи (冯翊) или Тунчжоу (同州) с административным центром в современном Дали, Фуфэн (扶凤) или Цичжоу (岐州), административным центром которого был современный Фэнсян, Шанцзюнь (上郡) или Фучжоу (敷州) — современный Фусянь, Дяоинь (雕阴) или Шанчжоу (上州) — современный Суйдэ, Яньань (延安) или Яньчжоу (延州) — современный Яньань, Шанло (上洛) или Шанчжоу (商州) — современный Шанчжоу, Ханьчжун (汉中) или Лянчжоу (梁州) — современный Ханьчжун, и Сичэн (西城) или Цзиньчжоу (金州) — современный Анькан. Ещё 8 округов (областей) находились на территории современной Шэньси частично: Юйлинь (榆林) или Шэнчжоу (胜州) с административным центром в современном Джунгар-Ци, Шофан (朔方) или Сячжоу (夏州) с административным центром в современном Цзинбянь, Яньчуань (盐川) или Яньчжоу (盐州) с административным центром в современном Динбянь, Хунхуа (弘化) или Цинчжоу (庆州) с административным центром в современном Цинъяне, Бэйди (北地) или Биньчжоу (豳州) с административным центром в современном Нинсянь, Хэчи (河池) или Фэнчжоу (凤州) с административным центром в современном Фэнсяне, Шуньчжэн (顺政) или Синчжоу (兴州) с административным центром в современном Люэяне, и Ичэн (义城) или Личжоу (利州) с административным центром в современном Гуанъюане.
Когда в конце эпохи Суй в стране начались беспорядки, Лян Шиду создал в 617 году на севере современной Шэньси и западе современной Внутренней Монголии государство Лян (梁国) и признал себя вассалом тюркского Шибир-хана. В 618 году Ли Юань объявил об основании империи Тан; столицей новой империи вновь стал Дасинчэн, опять получивший название Чанъань.

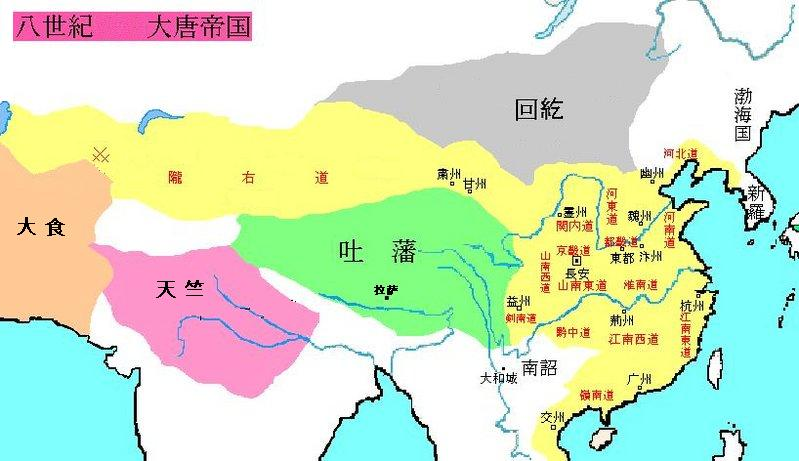
Административное деление империи Тан

При империи Тан в стране был введён ещё один, более высокий, уровень административно-территориального деления: империя была разделена на 10 провинций-дао. Север Шэньси и регион Гуаньчжун вошли в состав провинции Гуаньнэй (关内道), а юг — в состав провинции Шаньнань (山南道). В 628 году в Восточно-тюркском каганате началась внутренняя смута, и он не смог прийти на помощь Лян Шиду. Осаждённый Лян Шиду был убит своим двоюродным братом Лян Ложэнем, который после этого сдался Ли Шиминю, и земли бывшего государства Лян вошли в состав империи Тан.
Впоследствии было произведено изменение административного состава империи, и число провинций было доведено до 15. Район Чанъаня был выделен в особую Столичную провинцию (京畿道), сохранилась провинция Гуаньнэй (关内道), провинция Шаньнань была разделена на восточную и западную части — Шаннаньдун (山南东道) и Шаньнаньси (山南西道). Помимо этого на территории современной провинции Шэньси было учреждено три управы: Цзинчжаоская (京兆府, власти размещались в Чанъане), Фэнсянская (凤翔府, власти размещались в современном Фэнсяне) и Синъюаньская (兴元府, власти размещались в современном Ханьчжуне).
В 755 году страну потряс мятеж Ань Лушаня, и территория современной Шэньси стала ареной многочисленных сражений; Чанъань был разграблен и полностью обезлюдел. После подавления восстания страна постепенно восстанавливалась, но спокойствия уже не было. В 881 году Чанъань был взят повстанцами под предводительством Хуан Чао, который провозгласил создание государства Великая Ци. В 884 году в Гуаньчжун вторгся выступивший на стороне империи Тан Ли Кэюн (принадлежавший к тюркам-шато) и вынудил Хуан Чао покинуть Чанъань.
Один из генералов Хуан Чао — Чжу Вэнь — перешёл на сторону империи и смог сделать карьеру, став цзедуши в Бяньчжоу и фактически подмяв под себя северный Китай. В 904 году он вынудил императора перенести столицу из Чанъаня в Лоян, а в 907 году низложил императора и провозгласил себя правителем государства Поздняя Лян. Ли Маочжэнь отказался его признать, и провозгласил образование государства Ци со столицей в Фэнсяне, которое занимало часть земель современных провинций Шэньси, Ганьсу и Сычуань. В 908 году войска Ци и Ранней Шу попытались атаковать Чанъань, но были разбиты войсками Поздней Лян. Тем временем сын Ли Кэюна Ли Цуньсюй, заключив союз с киданями, постепенно захватывал северный Китай, а в 923 году сверг Позднюю Лян и объявил себя правителем империи Поздняя Тан. В 926 году Ци покорилось Поздней Тан (правитель Ци стал губернатором Фэнсяна), а весной 926 года Поздняя Тан аннексировала Раннюю Шу. В 936 году зять Ли Цуньсюя — Ши Цзинтан — при поддержке киданей восстал против императора, и сверг Позднюю Тан, провозгласив образование империи Поздняя Цзинь. После смерти Ши Цзинтана его преемник Ши Чунгуй решил порвать с киданями, чем спровоцировал их вторжения на территорию Северного Китая в 946 и 947 годах, приведшие к падению империи Поздняя Цзинь. Падение империи и кризис престолонаследия у киданей привёл к вакууму власти, которым воспользовался бинчжоуский цзедуши Лю Чжиюань: он захватил столицу и провозгласил основание империи Поздняя Хань. Два года спустя империя была свергнута китайцем Го Вэем, который осуществил военный переворот и провозгласил себя правителем империи Поздняя Чжоу. В 960 году трон захватил Чжао Куанъинь, провозгласивший образование империи Сун.

## Сун, Ляо, Цзинь и Юань
После основания империи Сун вместо провинций-дао страна была разделена на провинции-лу, и именно тогда в 996 году появилась провинция Шэньси (陝西路).
Ещё в конце эпохи Тан тангутский вождь Тоба Сыми за помощь в подавлении восстания Хуан Чао получил в 886 году звание цзедуши Диннаньского военного округа (定难军). Он сумел остаться в стороне от бурных событий эпохи Пяти династий и 10 царств, и после объединения страны империей Сун очередной наследный цзедуши Ли Цзипэн в 982 году признал главенство новой империи, но его младший брат Ли Цзицянь захватил контроль над областью Иньчжоу, и то признавал власть Сун, то восставал против неё. В 1038 году внук Ли Цзицяня Ли Юаньхао провозгласил себя императором государства Си Ся. После этого северная часть современной провинции Шэньси стала ареной боевых действий между китайцами и тангутами.
В 1072 году провинция Шэньси была разделена на две части: западная часть стала провинцией Циньфэн (秦凤路), а восточная — провинцией Юнсинцзюнь (永兴军路). В 1078 году они были вновь объединены в провинцию Шэньси, а в 1085 году провинция Шэньси была опять разделена на провинции Циньфэн и Юнсинцзюнь.
В 1125 году началась война с чжурчжэнями. В 1127 году чжурчжэни захватили сунских императоров, и включили основную часть современной провинции Шэньси в состав своей империи Цзинь. В связи с тем, что у чжурчжэней было недостаточно военных сил для удержания захваченной территории, они организовали в 1130 году марионеточное государство Ци, которому в 1132 году передали и земли в Шэньси; северо-запад современной провинции в это время по-прежнему входил в состав тангутского государства Си Ся.
В 1137 году Цзинь аннексировала Ци. Чжурчжэньская империя также делилась на провинции-лу; территория современной провинции Шэньси, лежавшая в границах империи Цзинь, входила в состав провинций Цзинчжаофу (京兆府路), Фуянь (鄜延路), Фэнсян (凤翔路), Цинъюань (庆原路), Хэдунбэй (河东北路), Личжоуси (利州西路) и Личжоудун (利州东路).

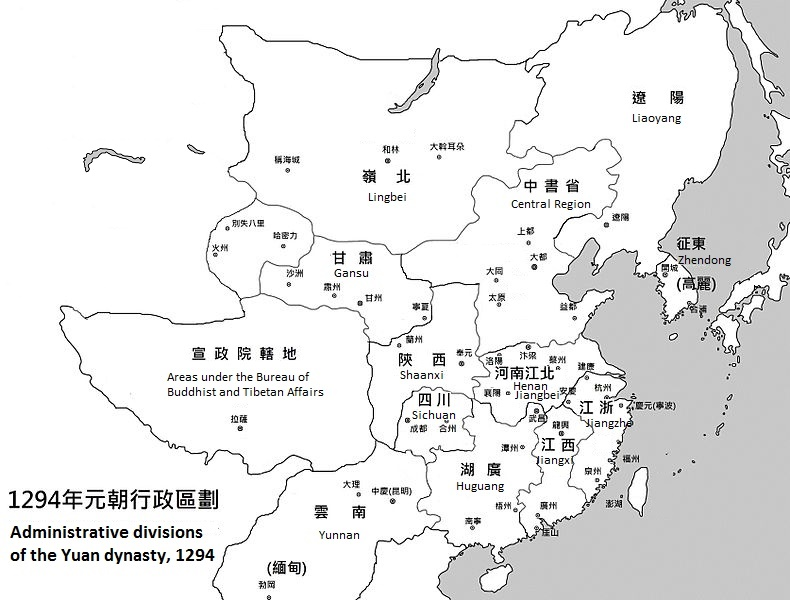
Административное деление империи Юань

В начале XIII века на севере усилились монголы. В 1206 году они напали на Си Ся, и в 1210 году тангуты были вынуждены признать себя вассалами монголов. После этого монголы начали войну против империи Цзинь. К 1213 году основные силы чжурчжэней было разгромлены, и с 1214 года тангуты также присоединились к войне. Осенью 1216 года корпус Самухи совершил дальний рейд через земли Си Ся к Гуаньчжуну, и вместе с союзными войсками тангутов захватил стратегическую заставу Тунгуань. С 1221 года базой для проникновения на западные и юго-западные территории Цзинь был сделан район Яньаня. Власть на землях, подчинившихся монголам, обычно оставалась в руках китайских, киданьских, и даже чжурчжэньских военачальников, до этого воевавших на стороне Цзинь. Попытки цзиньцев заключить мир отвергались. Активные действия монголов немного притормозились после смерти го-вана Мухали в 1223 году, но их вассалы продолжали укреплять свою власть на пожалованных им монголами землях. В 1230 году территория современной Шэньси была окончательно захвачена монгольскими войсками под командованием Субэдэя, а в 1234 году империя Цзинь была уничтожена. Сразу после этого монголы приступили к надолго затянувшемуся завоеванию империи Южная Сун.
С 1253 года земли современной Шэньси получил в управление Хубилай. В 1260 году он учредил Циньско-Шуский полевой секретариат (秦蜀行省), позднее переименованный в Шэньси-Сычуаньский полевой секретариат (陝西四川行中书省). В 1286 году Шэньси-Сычуаньский полевой секретариат был разделён на два, и территория Шэньси оказалась в ведении Шэньсиского полевого секретариата (陕西等处行中书省); на землях вокруг Сианя в 1279 году была создана провинция Аньси (安西路), в 1312 году переименованная в провинцию Фэнъюань (奉元路).

## Империи Мин и Цин
В январе 1368 года Чжу Юаньчжан провозгласил образование китайской империи Мин. В марте 1369 года минские войска под командованием Сюй Да вступили на территорию современной провинции Шэньси. В апреле ими был взят Фэнъюань, и провинция Фэнъюань была преобразована в Сианьскую управу (西安府). В том же месяце был захвачен Фэнсян, а в мае минские войска вступили в Яньань. К августу вся Шэньси перешла в китайские руки.
Власти империи Мин разделили страну на 13 провинций-бучжэншисы. В тогдашнюю провинцию Шэньси помимо территории современной Шэньси вошли также восточные части современных провинций Ганьсу и Цинхай, а также значительные части современных Нинся-Хуэйского автономного района и автономного района Внутренняя Монголия. В империи Мин существовала практика выделения императорским родственникам княжеских уделов; в минской провинции Шэньси имелось 7 таких уделов, из них на территории современной провинции Шэньси располагалось 3: в 1378 году в районе Сианя было создано княжество Цинь (秦王), в 1429 году в районе Фэнсяна было создано княжество Чжэн (郑王), в 1627 году в районе Ханьчжуна было создано княжество Жуй (瑞王).
23 января 1556 года в провинции Шэньси произошло Великое китайское землетрясение. Оно унесло жизни приблизительно 830 000 человек — больше, чем любое другое землетрясение в истории человечества.

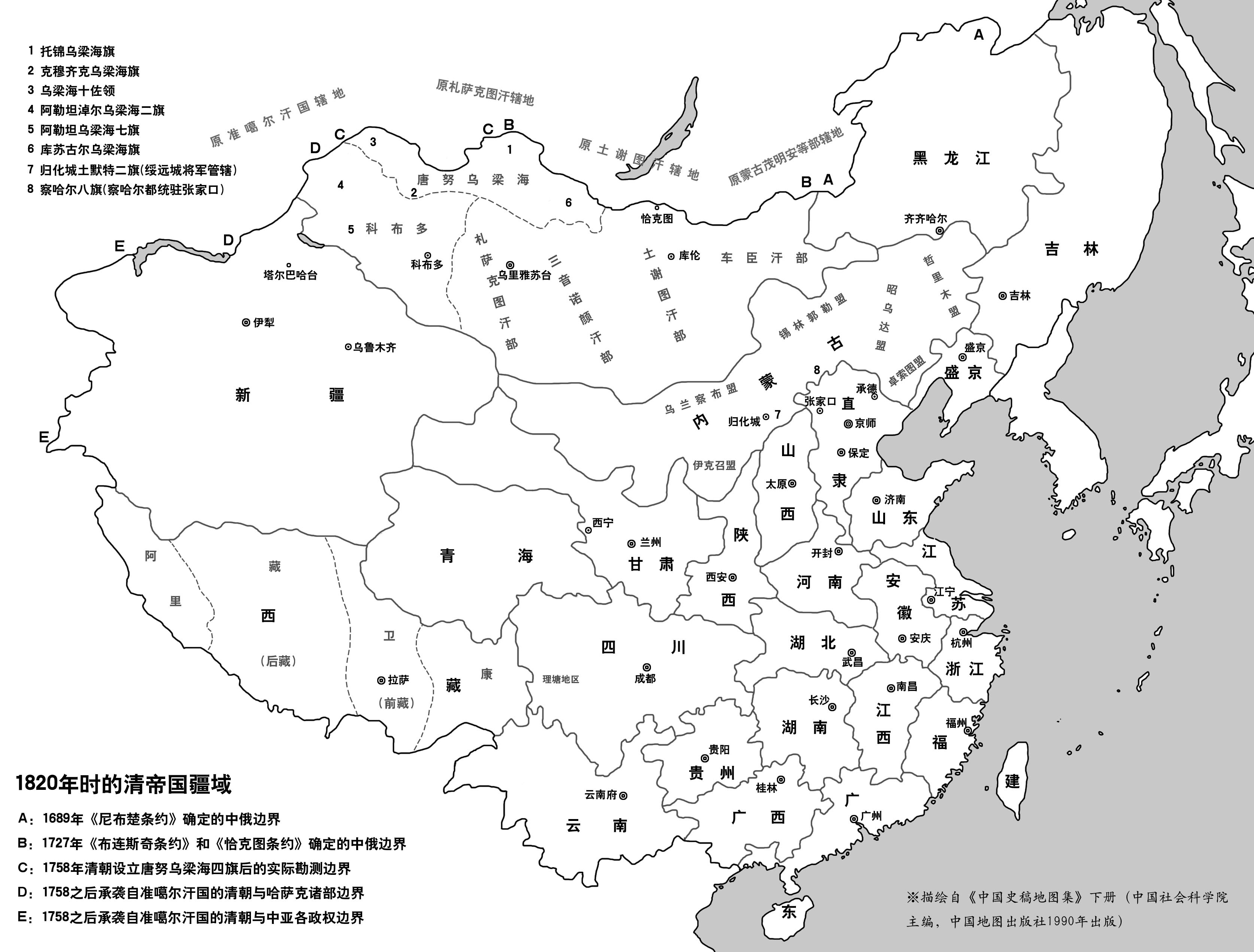
Административное деление империи Цин в 1820 году

В 1628 году в провинции Шэньси начались крестьянские восстания, которые, слившись превратились в громадную крестьянскую войну. В 1636 году один из лидеров повстанцев — Ли Цзычэн — был провозглашён «Чуанским князем» (闯王). В конце 1643 года он захватил провинцию Шэньси, и вновь переименовал Сиань в Чанъань, объявив его Западной столицей новой империи Шунь. В апреле 1644 года повстанцами был взят Пекин, однако в мае генерал У Саньгуй открыл путь внутрь страны маньчжурам, которые начали наступление на повстанцев. Ли Цзычэн отступил в провинцию Шэньси и сделал своей базой Сиань, где повстанцы создали свои органы власти и резко увеличили численность войск. К осени 1644 года против армии Ли Цзычэна Доргонь направил три китайские армии, которыми командовали У Саньгуй, Шан Кэси и Кун Юдэ, а также «знамённые» войска князя Додо и князя Аджигэ. В марте 1645 года в горном проходе Тунгуань произошло грандиозное сражение, в котором была разбита повстанческая армия. С помощью пушек маньчжурам удалось взять и саму крепость Тунгуань, после чего они смогли пройти в Шэньси. Огромные потери и гибель многих вождей сделали для повстанцев невозможной оборону Сианя. Начались внутренние разногласия, часть военачальников дезертировала. Повстанческие войска смогли через хребет Циньлин выйти в долину реки Ханьшуй и переправиться на правый берег Янцзы. В феврале 1645 года вся провинция Шэньси попала под власть империи Цин.
Империя Цин оставила структуру административного деления времён империи Мин, только провинции-бучжэншисы переименовала в провинции-шэ; цинская провинция Шэньси включала в себя земли современной провинции Шэньси, а также части территорий современных провинций Ганьсу, Цинхай и Нинся-хуэйского автономного района. В 1663 году провинция Шэньси была разделена на «левую» и «правую», а в 1666 году «правая Шэньси» была переименована в провинцию Ганьсу.

## Новейшая история
Во время Синьхайской революции под влиянием Учанского восстания 22 октября 1911 года произошло восстание в Сиане, став первым революционным выступлением в северном Китае. После образования Китайской республики в 1912 году была произведена реформа административно-территориального деления, в ходе которой провинции и уезды сохранились, но были отменены управы и области, а бывшие комиссариаты стали уездами.

Административное деление Китайской республики в 1945 году

В конце 1920-х годов в различных районах провинции Шэньси начались вооружённые выступления в поддержку советской власти. В ноябре 1934 года было основано Советское правительство Шэньси-Ганьсуского пограничного района (陕甘边区苏维埃政府). В январе 1935 года было создано Северо-Шэньсийское советское правительство (陕北省苏维埃政府). В октябре 1935 года в северную Шэньси пришли части китайской Красной армии, завершившие Великий поход. Местные советские правительства были объединены в Шэньси-Ганьсу-Нинсяский советский район. В конце 1936 года для борьбы с коммунистами в Сиань прибыл Чан Кайши, но после Сианьского инцидента партии КПК и Гоминьдан создали Единый фронт для борьбы с японской агрессией.
После капитуляции Японии в августе 1945 года в Китае возобновилась гражданская война. В феврале 1947 года гоминьдановские войска начали крупное наступление на Шэньси-Ганьсу-Нинсяский советский район, и в марте коммунистам пришлось оставить Яньань. Впоследствии коммунисты перешли в контрнаступление, и в апреле 1948 года китайская Красная армия снова вошла в Яньань.
После образования КНР произошёл переход от военных структур управления к гражданским, и 10 февраля 1950 года было создано Народное правительство провинции Шэньси. В мае 1950 года провинция Шэньси была разделена на 9 Специальных районов (Юйлинь, Яньань, Суйдэ, Вэйнань, Сяньян, Баоцзи, Шанло, Анькан и Наньчжэн (официально образован в феврале 1951)) и 1 уезд провинциального подчинения. В январе 1953 года был расформирован Специальный район Сяньян, в марте Сиань стал городом центрального подчинения, в июне Баоцзи и Наньчжэн стали городами провинциального подчинения. В июне 1954 года город Сиань был передан под юрисдикцию провинции Шэньси. В октябре 1956 года были расформированы специальные районы Суйдэ, Баоцзи и Вэйнань, и в провинции стало 5 специальных районов, 1 город окружного уровня, 3 города уездного уровня и 41 уезд провинциального подчинения. В декабре 1958 года было расформировано 49 уездов, а их земли вошли в состав других административных единиц. В сентябре 1961 года было восстановлено 43 уезда, и провинция стала делиться на 8 специальных районов и 1 город окружного уровня. В 1966 году к ним добавилось два города уездного уровня, подчинённых напрямую правительству провинции. В октябре 1969 года специальные районы были переименованы в округа.
В 1980 году округа Баоцзи и Ханьчжун были преобразованы в городские округа. В 1983 году такая же участь постигла округ Сяньян. В 1988 году оставшиеся округа также были преобразованы в городские округа.